# Maricruz Nájera
María de la Cruz Nájera Botello, más conocida como Maricruz Nájera, es una actriz mexicana, matriarca de la familia Bichir, compuesta por su exesposo, el actor Alejandro Bichir, y sus tres hijos, los también actores Odiseo, Demián y Bruno Bichir. Su talento interpretativo y carisma, le han colocado en televisión, pantalla grande y teatro.

## Carrera
Estudió actuación en la Academia de Teatro del Instituto Nacional de Bellas Artes. Debutó como actriz en la década de los 70 en la película El juego de Zuzanka. Luego trabajó en Para servir a usted, Los días del amor y La muerte de Pancho Villa, entre muchas otras. Su primera telenovela fue la versión de Rina que produjo en 1977 Valentín Pimstein. Desde entonces desarrolló una destacada carrera como actriz de televisión, pues participó en telenovelas como Los ricos también lloran, La fiera, Yo compro esa mujer, Desencuentro, La usurpadora y Amigas y rivales, entre muchas otras. 
De igual manera ha destacado en Teatro, interpretando magistralmente piezas varias en la Ciudad de México y Querétaro (Corral D’ Comedias de Querétaro). 
Se casó con el actor y director Alejandro Bichir, de origen libanés, con quien tuvo tres hijos: los célebres actores Odiseo, Demián y Bruno.

## Filmografía

### Telenovelas
- En tierras salvajes (2017) - Rosa
- Mujeres de negro (2016) - Amanda
- A que no me dejas (2015-2016) - Silvia Larios
- Simplemente María (2015) - Conchita
- De que te quiero, te quiero (2013-2014) - Josefa
- Un refugio para el amor (2012) - Matilde
- Triunfo del amor (2010-2011) - Tomasa Hernández
- Para volver a amar (2010-2011)
- Las vías del amor (2002-2003) - Laura Albavera
- Amigas y rivales (2001) - Camelia
- Aventuras en el tiempo (2001) - Sra. Zopilote
- La usurpadora (1998) - Emiliana
- Desencuentro (1997-1998) - Rosario
- Mi querida Isabel (1996-1997) - Jesusita
- Caminos cruzados (1994-1995) - Elsa
- Valentina (1993-1994) - Gloria Luque
- El abuelo y yo (1992) - Madre Adoración
- Madres egoístas (1991) - Natalia Blinder
- Yo compro esa mujer (1990 - Juliana
- Mi pequeña Soledad (1990)
- Cuna de lobos (1986-1987) - Sra. Gutiérrez
- La fiera (1983-1984) - Angelina
- Por amor (1982) - Julia
- Déjame vivir (1982) - Josefina
- Los ricos también lloran (1979-1980) - María #2
- Viviana (1978-1979) - Enfermera
- Mamá Campanita (1978-1979) - Martina
- Rina (1977) - Enfermera

### Programas
- Como dice el dicho (2015)
- La rosa de Guadalupe (2013) - Adela / Carmen
- Los simuladores (2010) - Susana
- Central de abasto (2008)
- S.O.S.: Sexo y otros secretos (2007) - Doña Cándida
- Mujer, casos de la vida real (1989)

### Cine
- Hombres armados (1997) - Mujer rica
- La güera Chabela (1994)
- Amor a la medida (1993)
- El patrullero (1991) - Sra. Rojas
- La gata Cristy (1990) - Clotilde
- De la cabeza al cielo (1990)
- El patrullero 777 (1978)
- Canoa (1976) - Pueblerina
- La muerte de Pancho Villa (1974)
- El principio (1973)
- Los días del amor (1972) - Isaura
- Para servir a usted (1971)
- El quelite (1970)
- Emiliano Zapata (1970)
- El juego de Zuzanka (1970)

## Premios y nominaciones

### Premios Bravo
| Año  | Categoría                                  | Trabajo nominado   | Resultado |
| ---- | ------------------------------------------ | ------------------ | --------- |
| 2015 | Mejor primera actriz por programa unitario | Como dice el dicho | Ganadora  |